# De vilde svaner (film fra 1917)
 For alternative betydninger, se De vilde svaner. (Se også artikler, som begynder med De vilde svaner)
De vilde svaner er en amerikansk stumfilm fra 1917 af J. Searle Dawley.

## Medvirkende
- Marguerite Clark
- William E. Danforth
- Augusta Anderson
- Edwin Denison
- Daisy Belmore